# Planaltina (Distrito Federal)
Planaltina, amtlich RA VI, oder portugiesisch Região Administrativa de Planaltina, ist eine Verwaltungsregion mit 164.939 Einwohnern 30 km nordöstlich vom Zentrum Brasílias im brasilianischen Bundesdistrikt. Die Verwaltungsregion grenzt an Sobradinho, Sobradinho II, Planaltina (Goiás), Formosa (Goiás) und Paranoá an.

## Geschichte
Als Gründungsdatum wird 1859 angegeben, jedoch ist das Datum umstritten. Der Ort hieß früher auch Mestre d’Armas. Am 7. September 1922 wurde auf dem Gebiet der Grundstein gesetzt, wo sich die spätere neue Hauptstadt Brasiliens befinden sollte. Der Standort der Hauptstadt wurde später dann jedoch nochmal um 40 km nach Südwesten verlegt. Mit der Gründung der neuen Hauptstadt Brasília am 21. April 1960 wurde das Gebiet in zwei Teile geteilt. Der Teil mit dem historischen Zentrum befand sich innerhalb des neu eingerichteten brasilianischen Bundesbezirks, der andere Teil blieb weiter Teil des Bundesstaates Goiás. Im bei Goias verbliebenen Teil wurde ein neues Verwaltungszentrum mit Namen Planaltina de Goiás eingerichtet, in der Region auch „Brasilinha“ („Klein-Brasília“) genannt.

## Stadtzentrum
Im Stadtzentrum befinden sich noch einige historische Gebäude, darunter die 200 Jahre alte Kirche Igreja de São Sebastião.

## Verwaltung
Administrator der Verwaltungsregion ist seit 7. Januar 2019 Gilson Amorim Sobrinho.

## Vale do Amanhecer
Nahe Planaltina liegt mit Vale do Amanhecer das größte spiritualistische Zentrum Brasiliens mit 50.000 Bewohnern und Tempelanlage. Die Anlage wurde durch Neiva Chaves Zelaya gegründet.